# Nordborg
Nordborg é um município da Dinamarca, localizado na região sul, no condado de Sonderjutlândia.
O município tem uma área de 125 km² e uma  população de 13 956 habitantes, segundo o censo de 2005.